# All Wet
All Wet är en amerikansk animerad kortfilm från 1927 med Kalle Kanin i huvudrollen.

## Handling
Kalle Kanin tar jobb som badvakt för att hålla ett öga på sin flickvän, som i sin tur låtsas vara med om en båtolycka i tron att Kalle ska rädda henne.

## Om filmen
Några av filmens gags återanvändes i Disneys senare filmer Musse Pigg på Gröna Lund och Wild Waves med Musse Pigg, båda från 1929.
Filmen var från början tänkt att gå under titeln Ubbe's Beach Story, men ändrades till slut till All Wet.
År 1932 utgavs filmen i en ljudlagd version.
Filmen finns utgiven på DVD.